# Musksjön
Musksjön är en sjö i Sollefteå kommun i Ångermanland och ingår i Ångermanälvens huvudavrinningsområde. Sjön har en area på 0,657 kvadratkilometer och ligger 192 meter över havet. Sjön avvattnas av vattendraget Skravelbäcken.

## Delavrinningsområde
Musksjön ingår i det delavrinningsområde (700242-155043) som SMHI kallar för Utloppet av Musksjön. Medelhöjden är 248 meter över havet och ytan är 17,93 kvadratkilometer. Det finns inga avrinningsområden uppströms utan avrinningsområdet är högsta punkten. Skravelbäcken som avvattnar avrinningsområdet har biflödesordning 5, vilket innebär att vattnet flödar genom totalt 5 vattendrag innan det når havet efter 77 kilometer. Avrinningsområdet består mestadels av skog (72 procent). Avrinningsområdet har 0,66 kvadratkilometer vattenytor vilket ger det en sjöprocent på 3,7 procent.